# Municipio de Washington (condado de Jefferson, Pensilvania)
El municipio de Washington (en inglés: Washington Township) es un municipio ubicado en el condado de Jefferson en el estado estadounidense de Pensilvania. En el año 2000 tenía una población de 1.931 habitantes y una densidad poblacional de 15.7 personas por km².

## Geografía
El municipio de Washington se encuentra ubicado en las coordenadas 41°10′00″N 78°54′59″O / 41.16667, -78.91639.

## Demografía
Según la Oficina del Censo en 2000 los ingresos medios por hogar en la localidad eran de $36,734 y los ingresos medios por familia eran de $40,227. Los hombres tenían unos ingresos medios de $29,352 frente a los $22,589 para las mujeres. La renta per cápita de la localidad era de $16,333. Alrededor del 9,7% de la población estaba por debajo del umbral de pobreza.